# Vulcani della Libia
Di seguito un elenco dei principali vulcani presenti in Libia.
| Nome                        | Elevazione | Posizione             | Ultima eruzione     |
| Nome                        | metri      | Coordinate            | Ultima eruzione     |
| --------------------------- | ---------- | --------------------- | ------------------- |
| Campo vulcanico del Gharyan | 850        | 32°00′N 13°15′E       | Pleistocene         |
| Haruj                       | 1200       | 27°15′N 17°30′E       | 2.310 ± 810 anni fa |
| Waw an Namus                | 547        | 24°33′00″N 17°27′36″E | Olocene             |